# Koichi Kawai
Koichi Kawai (川井 光一 Kawai Koichi?), född 29 mars 1979 i Ehime prefektur, är en japansk före detta fotbollsspelare.
Kawai började sin karriär 2001 i Ehime FC. Han spelade 89 ligamatcher för klubben. Han avslutade karriären 2006.